# Караула (филм)
Караула је филм из 2006. године у режији Рајка Грлића. To је први филм снимљен после распада Југославије на коме су радила удружене екипе из Србије, Хрватске, Македоније, Словеније и Босне и Херцеговине. Филм је снимљен по роману Анте Томића Ништа нас не смије изненадити.

## Радња
Радња филма се одвија 1987. године у караули, на југословенско-албанској граници.
Свакодневни војнички живот нарушен је необичним околностима. Фрустрирани и увек пијан поручник Сафет Пашић осећа чудан бол у препонама. У помоћ зове јединог лекара међу војницима Синишу Сиришчевића који у потпуној дискрецији утврђује да се ради о полној болести — сифилису. Не желећи да његова супруга сазна шта се догодило и тражећи разлог да не оде кући, Пашић објављује ванредно стање, тврдећи да се албанска војска групише пред караулом. Лакрдија се претвара у ратну психозу: војници копају ровове, Пашић је из дана у дан све нервознији, Синиша се упушта у опасну љубавну авантуру са поручниковом женом, а његов најбољи пријатељ Љуба Пауновић безусловно одлучује да напусти војску. Ситуација полако измиче контроли.
Љуба тражи од поручника да му дозволи да иде пешке на Дедиње, да се поклони Титовом бесмртном делу. Поручник му дозвољава и шаље Пауновића у касарну, код пуковника Рада Орхидеје. Пре сусрета са новинарима Љуба говори пуковнику да га је поручник Пашић натерао да иде на Титов гроб. Пуковник зове преко телефона поручника те му саопштава да неће добити прекоманду коју је од њега тражио. Ово је био повод за развој трагичних догађаја који ће се завршити смрћу неколико главних ликова овог филма.

## Улоге
| Глумац                | Улога                  |
| --------------------- | ---------------------- |
| Тони Гојановић        | Синиша Сиришчевић      |
| Сергеј Трифуновић     | Љуба Пауновић          |
| Емир Хаџихафизбеговић | Поручник Сафет Пашић   |
| Верица Недеска        | Мирјана                |
| Богдан Диклић         | Пуковник Раде Орхидеја |
| Миодраг Фишековић     | Гвозденовић            |

## Продукција
Након распада СФРЈ Караула је први филм урађен у копродукцији свих бивших република., те кућа из Мађарске, Велике Британије и Аустрије, а филм су подржали и Министарство културе и спорта БиХ, Министарство за културу Републике Хрватске, Министарство за културу Републике Македоније, Министарство за културу Републике Србије, Филмски Склад из Словеније, Македонска радио-телевизија, Хрватска радио-телевизија, Федерална телевизија БиХ. Филм је сниман на аутентичним локацијама Битоља и Националног парка „Галичица“ изнад Охридског језера и трајало је од 10. маја 2005. до 6. јула 2005.
Буџет филма износи 1.200.000 €

## Премијере
Премијера у Скопљу одржана 20. марта 2006. Премијера у Београду је била 22. марта у Сава центру којој је присуствовало 4.000 људи. Након београдске била је сарајевска премијера у дворани Зетра, у Загребу 28. марта, а у Љубљани 30.
Филм је у Хрватској за десет дана приказивања погледало 20.000 људи.

## Награде
На пулском филмском фестивалу 2006. Емир Хаџихафизбеговић је добио Златну арену за најбољег главног глумца. На филмском фестивалу у Трсту 2007. филм је добио награду публике. Режисер Рајко Грлић је био номинован за награду Златна шкољка на међународном филмском фестивалу у Сан Себастијану. На Festroia International Film Festival режисер је добио четири награде: два Златна делфина, Сребрног делфина и награду FIPRESCI.

## Критике
На филмском сајту IMDb просечна оцена филма износи 7,6. Мушкарцима је просечна оцена 7,4; а женама 6,9.
Новинар Ненад Полимац из загребачког Глобуса каже да је филм Караула врхунац каријере Рајка Грлића.

## Прикладност
Филм садржи нецензурисане сцена обнажености и секса, присутно је и насиље и употреба увредљивих израза. Стога се саветује опрез.